# بيل ماكان
بيل ماكان (بالإنجليزية: Bill McCann)‏ هو ضابط أسترالي، ولد في 19 أبريل 1892 في Glanville, South Australia ‏ في أستراليا، وتوفي في 14 ديسمبر 1957 في Tusmore, South Australia ‏ في أستراليا.